# Caspar Vincentius
Caspar Vincentius (* um 1580 in Saint-Omer; † vor Juni 1624 in Würzburg) war ein franko-flämischer Komponist, Organist und Musik-Herausgeber der späten Renaissance.

## Leben und Wirken
Nach eigener Angabe in dem Vorwort einer Veröffentlichung stammt Caspar Vincentius aus St. Omer in der ehemaligen Grafschaft Artois. In einer anderen Veröffentlichung gibt er an, dass er zunächst Alumnus und Chorknabe an der Kathedrale Notre-Dame seiner Geburtsstadt war; später kam er als Sängerknabe nach Brüssel an die Hofkapelle von Erzherzog Ernst von Österreich, der hier seit Januar 1594 als Statthalter der Spanischen Niederlande amtierte. Als Herzog Ernst am 20. Februar 1595 verstarb, wurde Vincentius an die kaiserliche Hofkapelle in Wien übernommen, wo er bis 1597 als Kapellknabe wirkte. Der dortige Hofkapellmeister Philippe de Monte erkannte seine Begabung und sorgte für seine weitere musikalische Ausbildung. Nach deren Abschluss verließ er Wien im Jahr 1602 und erhielt danach die Stellung eines Stadtorganisten in Speyer. Hier wurde für ihn die Beziehung zum Rektor der Lateinschule, Abraham Schadaeus, bedeutsam. Nach dessen Weggang aus Speyer stellte er den umfangreichen 4. Teil der Sammlung Promptuarium musicum für den kirchlichen Gebrauch zusammen, nachdem Schadaeus 1611 bis 1613 die ersten drei Teile erstellt hatte. Im Jahr 1615 schied Vincentius im Unfrieden aus seiner Stellung in Speyer aus und wechselte für eine gewisse Zeit an die St. Andreaskirche nach Worms. Schließlich wurde er am 3. August 1618 als Domorganist nach Würzburg berufen, wo er bis zu seinem Tod blieb. Hier war im Jahr 1617 die Domorgel von Jakob Niehoff fertiggestellt worden; als Gutachter gab Vincentius für diese Orgel kein günstiges Urteil ab.

## Bedeutung
Die Hauptbedeutung von Caspar Vincentius liegt in seiner Mitwirkung an der vierteiligen Sammlung Promptuarium musicum, im vierten Teil mit 132 lateinischen Motetten zu fünf bis acht Stimmen; die Stücke heißen unter anderem „preces“, „suspiria“, „laudes“ und „cantica cum Psalmis et spiritualibus consolationibus“. Es sind 34 italienische Komponisten vertreten und unter anderen auch 16 Stücke von deutschen Komponisten enthalten, darunter von Georg Otto (um 1550–1618), Melchior Vulpius, Bartholomäus Gesius, Adam Gumpelzhaimer und Jacobus Gallus. Zu den Stücken der ersten drei von Schadaeus erstellten Teile hat Vincentius eine Generalbass-Stimme hinzugefügt. Die in der Sammlung von Vincentius selbst stammenden Motetten stehen in der Tradition des 16. Jahrhunderts und zeigen handwerkliches Können, sind aber in der Textbehandlung weniger eigenständig. Die von ihm zu anderen Kompositionen hinzugefügten Generalbassbegleitungen sollten die Werke nicht verbessern, sondern die bisher vorhandenen meist unvollkommenen Tabulaturen durch einen „nova methodus“, einen Basso continuo nach dem Vorbild von Lodovico Viadana ersetzen, um ihre Verbreitung zu fördern. Herausragendes Beispiel hierfür ist seine Generalbass-Stimme zu dem Magnus opus musicum von Orlando di Lasso.

## Werke
- Vokalmusik
  - Motette „Ui nil est“ zu sechs Stimmen in der Sammlung Odae suavissimae, herausgegeben von Ph. Schoendorff, ohne Ortsangabe 1610
  - Sammlung Canticum gratulatorium, Speyer 1611
  - 25 Motetten zu fünf bis acht Stimmen und Generalbass in der vierteiligen Sammlung Promptuarium musicum, Straßburg 1611 und weitere, 5 Motetten davon auch in der zweiteiligen Sammlung Florilegium Portense, herausgegeben von E. Bodenschatz, Leipzig 1618 und 1621
  - Missa super „Cecilia gaude“ zu acht Stimmen (Kyrie und Gloria)
  - Motette „O fili Mariae“ zu sechs Stimmen (verschollen)
  - Motette „Wo der Herr nicht das Haus bauet“ zu acht Stimmen
- Generalbässe zu Kompositionen anderer Meister
  - „Basis generalis ad organa musica accomodata“ zu Teil 1 bis 3 des Promptuarium musicum
  - „In magni illius magni boiariae ducis symphoniarchae Orlandi de Lasso magnum opus musicum bassus ad organum nova methodo dispositus“, Würzburg 1625 (Vorwort von Vincentius selbst; posthum unter dem Namen seiner Kinder Walther, Konrad Friedrich und Anna Catharina Vincentius herausgegeben, mit Widmung an Herzog Maximilian von Bayern vom 6. September 1624)
- Edition
  - Promptuarii musici, sacras harmonias […] pars quarta […]. Collegit vero et basi generalis accomodavit, Straßburg 1617 (mit Widmung an Dekan und Domkapitel zu Worms vom 29. Juni 1617)